# Ryan Sharp

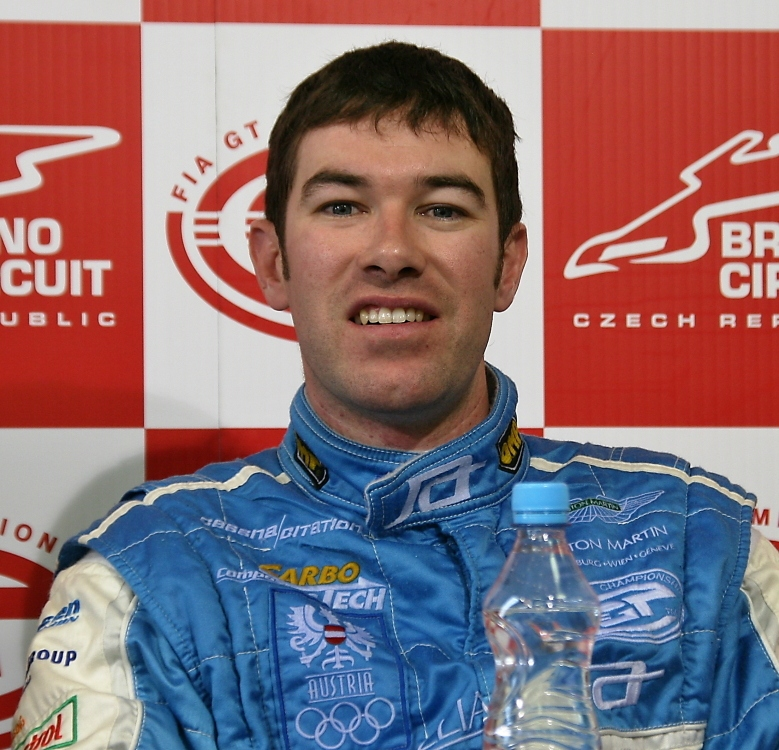
Ryan Sharp

Ryan Sharp (* 29. April 1979 in Newtonhill) ist ein ehemaliger britischer Rennfahrer.

## Karriere
Sharp begann seine Motorsportkarriere 1992 im Kartsport und wechselte 1999 in die britische Formel First. In den folgenden Jahren fuhr der Schotte in der britischen Formel Ford. 2002 wechselte Sharp in die britische Formel Renault und belegte den sechsten Platz in der Gesamtwertung. Außerdem startete er bei einem Rennen des Formel Renault 2.0 Eurocups. 2003 war Sharp in vier Rennserien aktiv. Er nahm an einigen Rennen des Formel Renault V6 Eurocups und der italienischen Formel Renault teil und fuhr die komplette Saison im Formel Renault 2.0 Eurocup, in dem er die Saison als Fünfter der Gesamtwertung beendete. Außerdem wurde er Meister der deutschen Formel Renault.
2004 startete Sharp nur im Formel Renault V6 Eurocups und sicherte sich für Jenzer Motorsport fahrend den Vizemeistertitel. 2005 wechselte der Schotte zu David Price Racing in die GP2-Serie. Sharp holte zwei Punkte und wurde nach sieben Rennwochenenden durch Giorgio Mondini ersetzt. In der Gesamtwertung belegte er Platz 23. Für den Rest des Jahres kehrte Sharp zu Jenzer Motorsport zurück und fuhr in der World Series by Renault.

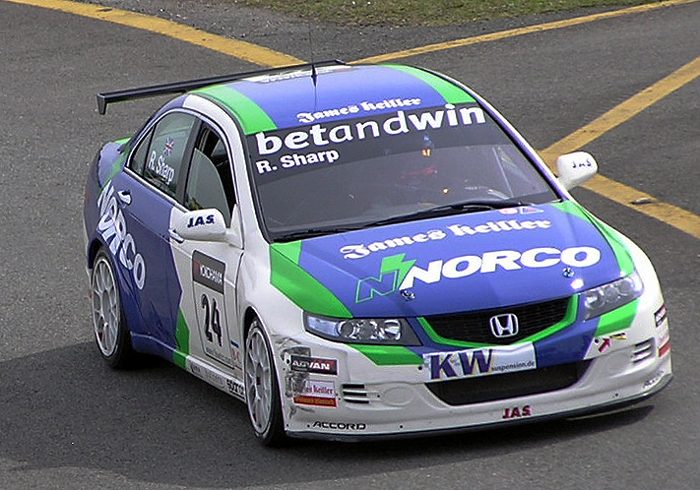
Ryan Sharp mit einem Honda Accord in der Tourenwagen-Weltmeisterschaft 2006 beim Rennen in Curitiba, Brasilien

2006 wechselte Sharp in die WTCC zu JAS Motorsport und wurde 21. der Gesamtwertung. 2007 ging Sharp in der FIA-GT-Meisterschaft an den Start. Für JetAlliance sicherte sich Sharp in einem Aston Martin den Vizemeistertitel der Serie. Mit seinem Teamkollegen Karl Wendlinger, einem ehemaligen Formel-1-Fahrer, gewann Sharp drei Rennen. 2008 blieb Sharp bei JetAlliance in der FIA-GT-Meisterschaft. Sein Teamkollege blieb Karl Wendlinger. In der Meisterschaft belegte Sharp nach neun von zehn Rennen den neunten Platz.

## Karrierestationen
- 1992–1998: Kartsport
- 1999: Britische Formel First
- 2000: Britische Formel Ford
- 2001: Britische Formel Ford
- 2002: Britische Formel Renault (Platz 6)
- 2003: Deutsche Formel Renault (Meister)
- 2004: Formel Renault V6 Eurocup (Platz 2)
- 2005: GP2-Serie (Platz 22); World Series by Renault (Platz 21)
- 2006: WTCC (Platz 21); European Touring Car Cup (Meister Super 2000)
- 2007: FIA-GT-Meisterschaft (Platz 2)
- 2008: FIA-GT-Meisterschaft (Platz 9)